# Grand Prix automobile du Brésil 1997
GP précédent GP suivant
Le Grand Prix automobile du Brésil 1997 (Grande Prêmio do Brasil), disputé le 30 mars 1997 sur le circuit d'Interlagos, est la 599e épreuve du championnat du monde de Formule 1 courue depuis 1950. Il s'agit de la vingt-cinquième édition du Grand Prix du Brésil comptant pour le championnat du monde de Formule 1 et de la deuxième manche du championnat 1997.

## Forfait de l'écurie MasterCard Lola
L'écurie MasterCard Lola, créée quelques mois plus tôt pour participer au championnat du monde 1997, déclare forfait avant même l'épreuve brésilienne. Le personnel de course de l'écurie a pourtant fait le déplacement au Brésil et découvre sur place, par la presse, que leur équipe se retire de la Formule 1.
Eric Broadley, le fondateur de l'écurie Lola, accuse son commanditaire MasterCard, une société de crédit, de l'avoir contraint à jeter l'éponge. MasterCard avait mis sur pied une forme de souscription auprès de ses clients pour financer, à hauteur de quarante-huit millions de francs, le projet d'Eric Broadley, qui devait de son côté trouver les cent-dix millions de francs manquant pour compléter le budget prévisionnel de l'écurie.
Mais après la prestation catastrophique des deux Lola lors de la manche inaugurale de la saison en Australie (deux non-qualifications et des temps à plus de dix secondes de la pole position), MasterCard n'a pas voulu ternir son image.
Les conséquences financières sont les suivantes : Eric Broadley perd les 500 000 dollars de caution versés à la Fédération internationale de l'automobile pour s'engager en Formule 1 tandis que Ricardo Rosset souhaite récupérer 1,5 million de dollars. Pilote-payant, c'est le montant qu'il a versé à l'écurie pour obtenir une place de titulaire.

## Engagés
Après le forfait de l'écurie Lola, les onze écuries restantes et les vingt-deux pilotes titulaires sont tous présents au Brésil.
| Écurie                               | Numéro | Pilotes               | Châssis        | Moteur                | Pneus |
| ------------------------------------ | ------ | --------------------- | -------------- | --------------------- | ----- |
| Danka Arrows Yamaha                  | 1      | Damon Hill            | Arrows A18     | Yamaha 3.0 V10        | B     |
| Danka Arrows Yamaha                  | 2      | Pedro Diniz           | Arrows A18     | Yamaha 3.0 V10        | B     |
| Rothmans Williams Renault            | 3      | Jacques Villeneuve    | Williams FW19  | Renault 3.0 V10       | G     |
| Rothmans Williams Renault            | 4      | Heinz-Harald Frentzen | Williams FW19  | Renault 3.0 V10       | G     |
| Scuderia Ferrari Marlboro            | 5      | Michael Schumacher    | Ferrari F310B  | Ferrari 3.0 V10       | G     |
| Scuderia Ferrari Marlboro            | 6      | Eddie Irvine          | Ferrari F310B  | Ferrari 3.0 V10       | G     |
| Mild Seven Benetton Renault          | 7      | Jean Alesi            | Benetton B197  | Renault 3.0 V10       | G     |
| Mild Seven Benetton Renault          | 8      | Gerhard Berger        | Benetton B197  | Renault 3.0 V10       | G     |
| West McLaren Mercedes                | 9      | Mika Häkkinen         | McLaren MP4-12 | Mercedes-Benz 3.0 V10 | G     |
| West McLaren Mercedes                | 10     | David Coulthard       | McLaren MP4-12 | Mercedes-Benz 3.0 V10 | G     |
| Benson & Hedges Total Jordan Peugeot | 11     | Ralf Schumacher       | Jordan 197     | Peugeot 3.0 V10       | G     |
| Benson & Hedges Total Jordan Peugeot | 12     | Giancarlo Fisichella  | Jordan 197     | Peugeot 3.0 V10       | G     |
| Prost Gauloises Blondes              | 14     | Olivier Panis         | Prost JS45     | Mugen-Honda 3.0 V10   | B     |
| Prost Gauloises Blondes              | 15     | Shinji Nakano         | Prost JS45     | Mugen-Honda 3.0 V10   | B     |
| Red Bull Sauber Petronas             | 16     | Johnny Herbert        | Sauber C16     | Petronas 3.0 V10      | G     |
| Red Bull Sauber Petronas             | 17     | Nicola Larini         | Sauber C16     | Petronas 3.0 V10      | G     |
| PIAA Tyrrell                         | 18     | Jos Verstappen        | Tyrrell 025    | Ford ED4 3.0 V8       | G     |
| PIAA Tyrrell                         | 19     | Mika Salo             | Tyrrell 025    | Ford ED4 3.0 V8       | G     |
| Minardi F1 Team                      | 20     | Ukyo Katayama         | Minardi M197   | Hard 3.0 V8           | B     |
| Minardi F1 Team                      | 21     | Jarno Trulli          | Minardi M197   | Hard 3.0 V8           | B     |
| HSBC Malaysia Stewart Ford           | 22     | Rubens Barrichello    | Stewart SF01   | Ford Zetec-R 3.0 V10  | B     |
| HSBC Malaysia Stewart Ford           | 23     | Jan Magnussen         | Stewart SF01   | Ford Zetec-R 3.0 V10  | B     |

## Qualifications
| 1                               | 3  | Jacques Villeneuve    | Williams-Renault  | 1 min 16 s 004 |
| 2                               | 5  | Michael Schumacher    | Ferrari           | 1 min 16 s 594 |
| 3                               | 8  | Gerhard Berger        | Benetton-Renault  | 1 min 16 s 644 |
| 4                               | 9  | Mika Häkkinen         | McLaren-Mercedes  | 1 min 16 s 692 |
| 5                               | 14 | Olivier Panis         | Prost-Mugen-Honda | 1 min 16 s 756 |
| 6                               | 7  | Jean Alesi            | Benetton-Renault  | 1 min 16 s 757 |
| 7                               | 12 | Giancarlo Fisichella  | Jordan-Peugeot    | 1 min 16 s 912 |
| 8                               | 4  | Heinz-Harald Frentzen | Williams-Renault  | 1 min 16 s 971 |
| 9                               | 1  | Damon Hill            | Arrows-Yamaha     | 1 min 17 s 090 |
| 10                              | 11 | Ralf Schumacher       | Jordan-Peugeot    | 1 min 17 s 175 |
| 11                              | 22 | Rubens Barrichello    | Stewart-Ford      | 1 min 17 s 259 |
| 12                              | 10 | David Coulthard       | McLaren-Mercedes  | 1 min 17 s 262 |
| 13                              | 16 | Johnny Herbert        | Sauber-Petronas   | 1 min 17 s 409 |
| 14                              | 6  | Eddie Irvine          | Ferrari           | 1 min 17 s 527 |
| 15                              | 15 | Shinji Nakano         | Prost-Mugen-Honda | 1 min 17 s 999 |
| 16                              | 2  | Pedro Diniz           | Arrows-Yamaha     | 1 min 18 s 095 |
| 17                              | 14 | Jarno Trulli          | Minardi-Hart      | 1 min 18 s 336 |
| 18                              | 20 | Ukyo Katayama         | Minardi-Hart      | 1 min 18 s 557 |
| 19                              | 17 | Nicola Larini         | Sauber-Petronas   | 1 min 18 s 644 |
| 20                              | 23 | Jan Magnussen         | Stewart-Ford      | 1 min 18 s 773 |
| 21                              | 18 | Jos Verstappen        | Tyrrell-Ford      | 1 min 18 s 885 |
| 22                              | 16 | Mika Salo             | Tyrrell-Ford      | 1 min 19 s 274 |
| Règle des 107% : 1 min 21 s 324 |    |                       |                   |                |

## Classement
| Pos. | No | Pilote                | Écurie            | Tours | Temps/Abandon                      | Grille | Points |
| ---- | -- | --------------------- | ----------------- | ----- | ---------------------------------- | ------ | ------ |
| 1    | 3  | Jacques Villeneuve    | Williams-Renault  | 72    | 1 h 36 min 06 s 990 (192,906 km/h) | 1      | 10     |
| 2    | 8  | Gerhard Berger        | Benetton-Renault  | 72    | + 4 s 190                          | 3      | 6      |
| 3    | 14 | Olivier Panis         | Prost-Mugen-Honda | 72    | + 15 s 870                         | 5      | 4      |
| 4    | 9  | Mika Häkkinen         | McLaren-Mercedes  | 72    | + 33 s 033                         | 4      | 3      |
| 5    | 5  | Michael Schumacher    | Ferrari           | 72    | + 33 s 731                         | 2      | 2      |
| 6    | 7  | Jean Alesi            | Benetton-Renault  | 72    | + 34 s 002                         | 6      | 1      |
| 7    | 16 | Johnny Herbert        | Sauber-Petronas   | 72    | + 50 s 912                         | 13     |        |
| 8    | 12 | Giancarlo Fisichella  | Jordan-Peugeot    | 72    | + 1 min 00 s 639                   | 7      |        |
| 9    | 4  | Heinz-Harald Frentzen | Williams-Renault  | 72    | + 1 min 15 s 402                   | 8      |        |
| 10   | 10 | David Coulthard       | McLaren-Mercedes  | 71    | + 1 tour                           | 12     |        |
| 11   | 17 | Nicola Larini         | Sauber-Petronas   | 71    | + 1 tour                           | 19     |        |
| 12   | 14 | Jarno Trulli          | Minardi-Hart      | 71    | + 1 tour                           | 17     |        |
| 13   | 19 | Mika Salo             | Tyrrell-Ford      | 71    | + 1 tour                           | 22     |        |
| 14   | 15 | Shinji Nakano         | Prost-Mugen-Honda | 71    | + 1 tour                           | 15     |        |
| 15   | 18 | Jos Verstappen        | Tyrrell-Ford      | 70    | + 2 tours                          | 21     |        |
| 16   | 6  | Eddie Irvine          | Ferrari           | 70    | + 2 tours                          | 14     |        |
| 17   | 1  | Damon Hill            | Arrows-Yamaha     | 68    | Boîte de vitesses                  | 9      |        |
| 18   | 20 | Ukyo Katayama         | Minardi-Hart      | 67    | + 5 tours                          | 18     |        |
| Abd. | 11 | Ralf Schumacher       | Jordan-Peugeot    | 52    | Panne électrique                   | 10     |        |
| Abd. | 22 | Rubens Barrichello    | Stewart-Ford      | 16    | Suspension                         | 11     |        |
| Abd. | 2  | Pedro Diniz           | Arrows-Yamaha     | 15    | Sortie de piste                    | 16     |        |
| Abd. | 23 | Jan Magnussen         | Stewart-Ford      | 0     | Collision                          | 20     |        |

## Pole position et record du tour
- Pole position : Jacques Villeneuve en 1 min 16 s 004 (vitesse moyenne : 203,295 km/h).
- Meilleur tour en course : Jacques Villeneuve en 1 min 18 s 397 au 28e tour (vitesse moyenne : 197,089 km/h).

## Tours en tête
- Jacques Villeneuve : 69 (1-45 / 49-72)
- Gerhard Berger : 3 (46-48)

## Statistiques
- 5e victoire pour Jacques Villeneuve.
- 96e victoire pour Williams.
- 87e victoire pour Renault en tant que motoriste.
- 1er podium pour Prost Grand Prix.
- Jan Magnussen ne repartira pas au deuxième départ.
- La course est stoppée au premier tour à la suite d'un accident. Un deuxième départ est donné pour la distance initiale de l'épreuve.